# Tabakverordnung (Deutschland)
Die Verordnung über Tabakerzeugnisse, kurz Tabakverordnung, regelte die näheren Umstände, unter denen Tabak in Umlauf gebracht werden durfte und listete Zusatzstoffe auf, die bei der Produktion von Tabakerzeugnissen zugeführt werden durften (siehe Tabakzusatzstoffe). Sie wurde am 20. Mai 2016 durch das Tabakerzeugnisgesetz ersetzt.
Unterschieden wurde bei einigen Zutaten zwischen Rauchtabakprodukten, Kautabakprodukten sowie Schnupftabak und den Substanzen, die nur für die Zigarettenpapiere und zum Verkleben der Tabakblätter bei Zigarren verwendet werden durften.
Zugelassen zur Verwendung in Tabak und dem dazugehörigen Papier waren unter anderem:
- Feuchthaltemittel, wie Glycerin, Propylenglycol, Triethylenglycol und 1,3-Butylenglycol
- Schellack als Klebemittel
- Lakritze
- Kaffee
- Tee und teeähnliche Erzeugnisse
- Kakao und Kakaoerzeugnisse
- Zuckerarten im Sinne der Zuckerartenverordnung und andere zur menschlichen Ernährung geeignete Zuckerarten, auch karamellisiert
- Dextrine
- Melasse
- Stärke
- mit Säuren behandelte, dünnkochende Stärke
- Konservierungsstoffe, jedoch nicht für Zigarren und nicht für Zigaretten, mit Ausnahme von Zigarettennahtleim und Tabakfolie: Sorbinsäure (E 200), Natriumsorbat, Kaliumsorbat (E 202) und Calciumsorbat (E 203), Benzoesäure (E 210) und Natriumbenzoat (E 211) para-Hydroxybenzoesäure-Ethylester (E 214), para-Hydroxybenzoesäure-Propylester (E 216) und deren Natriumverbindungen (E 215 und E 217).

Ammoniumverbindungen (wie etwa Ammoniumchlorid) waren nur für Schnupftabak und Kautabak zugelassen, jedoch nicht für Tabak zum Rauchen.
Eine Reihe von Stoffen durften Tabakprodukten nicht zugesetzt werden. Neben verschiedenen Teerölen waren auch Campher, Campheröl, Cumarin, Safrol und Thujon verboten. Eine Ausnahme galt für Schnupftabak: hier durfte Campher bis zu einem Höchstgehalt von 2 Gramm in 100 Gramm des Erzeugnisses verwendet werden (§ 2 Absatz 2 Tabakverordnung). Daneben waren auch verschiedene Pflanzen und Pflanzenteile verboten, wie z. B. Bittersüßstengel und Waldmeister.